# تلامي (مقاطعة فيروزآباد)
تلامي (بالإنجليزية: Mazraeh-ye Talami)‏ هي human-geographic territorial entity تقع في فارس في إيران. يقدر عدد سكانها بـ 103 نسمة .